# Petr Janečka
Petr Janečka (ur. 25 listopada 1957 w Gottwaldovie) – czeski piłkarz grający na pozycji napastnika.

## Kariera klubowa
Karierę piłkarską Janečka rozpoczął w klubie o nazwie Zbrojovka Brno. W 1977 roku w barwach tego klubu zadebiutował w pierwszej lidze czechosłowackiej. W 1978 roku osiągnął ze Zbrojovką swój pierwszy sukces w karierze, gdy wywalczył tytuł mistrza Czechosłowacji. W 1979 roku zajął z nim 3. miejsce w lidze, a w 1980 roku zdobył Puchar Czechosłowacji.
Latem 1983 roku Janečka przeszedł ze Zbrojovki do Bohemiansu Praga, ówczesnego mistrza Czechosłowacji. W Bohemiansie grał do 1988 roku. Wtedy też zakończył karierę piłkarską w wieku 31 lat. W barwach Bohemiansu rozegrał 104 mecze i strzelił 42 gole.

## Kariera reprezentacyjna
W reprezentacji Czechosłowacji Janečka zadebiutował 15 kwietnia 1978 roku w przegranym 1:2 towarzyskim meczu z Węgrami. W 1982 roku był w kadrze Czechosłowacji na Mistrzostwa Świata w Hiszpanii i rozegrał na nich 3 mecze: z Kuwejtem (1:1), Anglią (0:2) i z Francją (1:1). Od 1978 do 1987 roku rozegrał w kadrze narodowej 39 meczów i zdobył 9 goli.